# Rémi Hourcq
Rémi Hourcq est un joueur de rink hockey et international français. Il évolue en 2016 au sein du club de Mérignac.

## Parcours sportif
Il est régulièrement sélectionné en équipe de France. Il participe à quatre championnats du monde entre 2001 et 2007.